# Pluvialis fulva
Il piviere dorato del Pacifico (Pluvialis fulva, Gmelin 1789), è un uccello della famiglia dei Charadriidae.

## Sistematica
Pluvialis fulva non ha sottospecie, è monotipica. Talvolta viene considerata come sottospecie di Pluvialis dominica (Pluvialis dominica fulva).

## Distribuzione e habitat
Questo uccello vive in tutta l'Asia e l'Oceania, in Africa orientale dall'Egitto alla Tanzania, in Alaska, Canada settentrionale, e negli Stati Uniti e Messico occidentali. È di passo nell'Europa centro-occidentale e mediterranea (anche in Italia), in Africa occidentale, in Cile ed Ecuador, in Afghanistan, Israele e Libano, nei Caraibi (in particolare su Barbados), e in alcuni altri stati degli Stati Uniti, come Arizona, e stati del New England (Maine, New York, etc).

## Galleria d'immagini

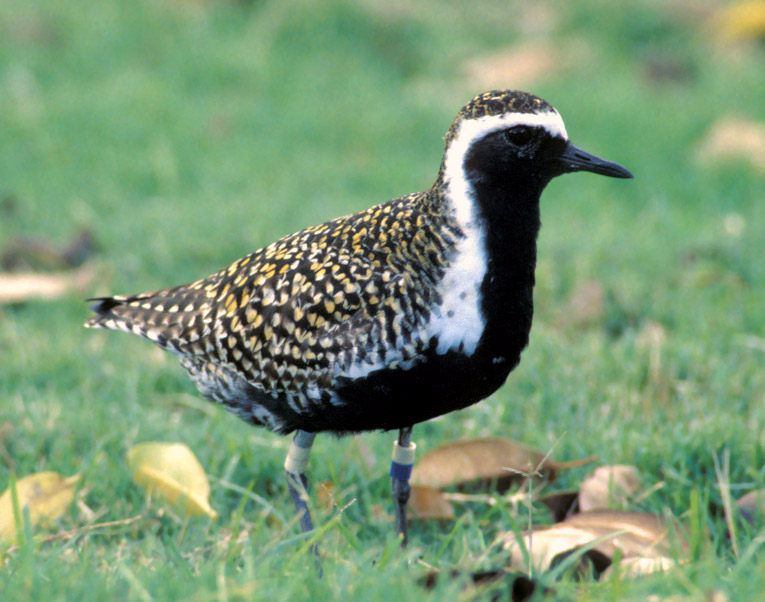
Livrea nel periodo riproduttivo
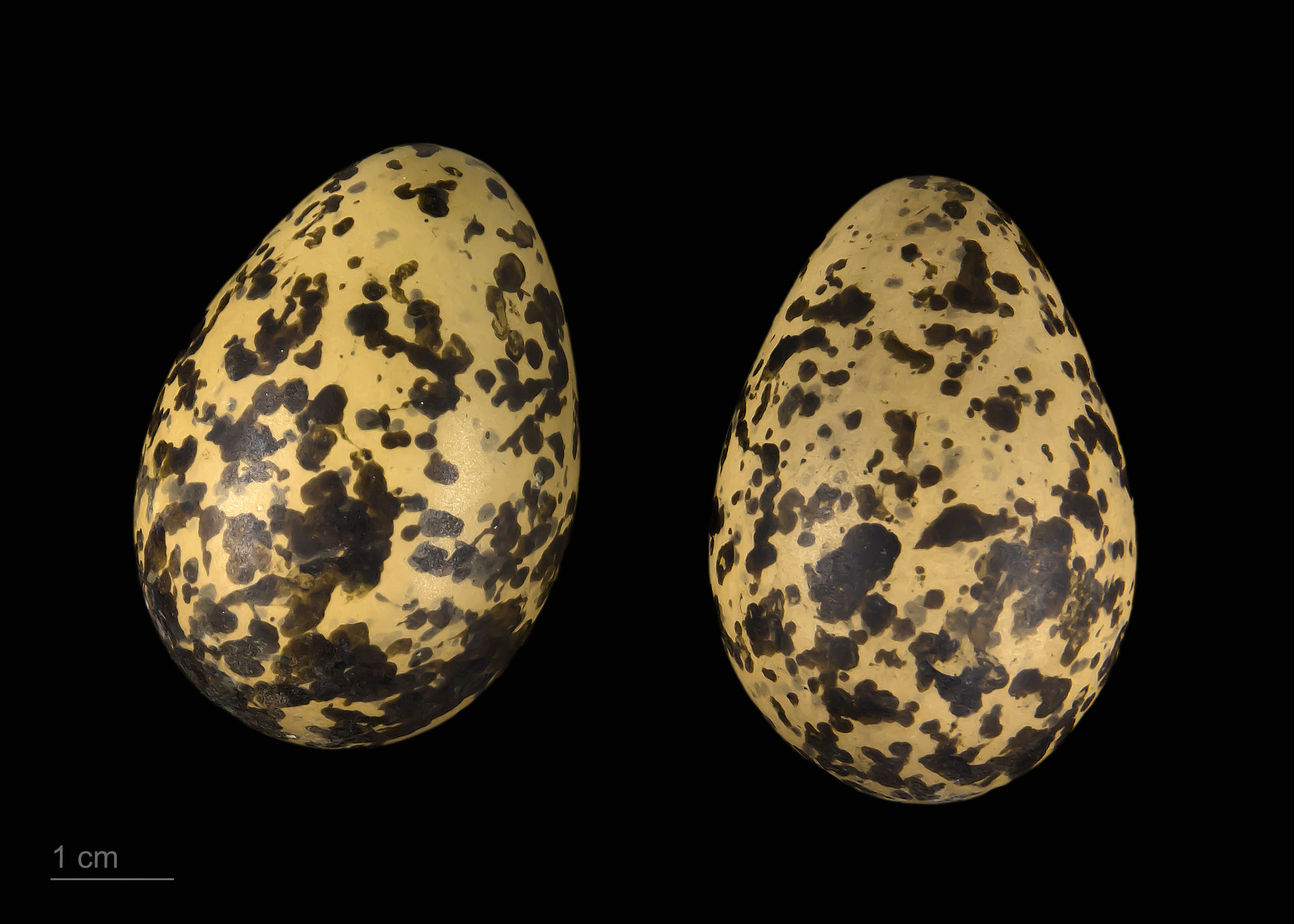
Uova